# Coenobia rubicundipennis
Coenobia rubicundipennis là một loài bướm đêm trong họ Noctuidae.